# Marc Blucas
Marcus Paul Blucas (? –) amerikai színész, egykori kosárlabdázó.
Elsőként a Buffy, a vámpírok réme című fantasysorozatban kapott fontosabb szerepet, ahol 1999–2002 között Riley Finnt alakította. 2011-től 2013-ig a Doktor D című drámasorozat szereplőgárdájának tagja volt.

## Filmográfia

### Film
| Év   | Magyar cím                | Eredeti cím                               | Szerep                | Magyar hang     |
| ---- | ------------------------- | ----------------------------------------- | --------------------- | --------------- |
| 1996 |                           | Eddie                                     | Bench Knicks          |                 |
| 1998 | Pleasantville             | Pleasantville                             | kosaras hős           |                 |
| 1999 | A Földlakók nemi élete    | The Mating Habits of the Earthbound Human | A nőstény exbarátja   |                 |
| 2001 | Jay és Néma Bob visszavág | Jay and Silent Bob Strike Back            | Fred Jones hasonmás   | Damu Roland     |
| 2001 | Kapás van!                | Summer Catch                              | Miles Dalrymple       | Hevér Gábor     |
| 2002 | Katonák voltunk           | We Were Soldiers                          | Henry Herrick hadnagy | Harmath Imre    |
| 2002 | Napfényes Florida         | Sunshine State                            | Scotty Duval          |                 |
| 2002 | Ők                        | They                                      | Paul                  | Szatmári Attila |
| 2003 | Enyém a vár               | I Capture the Castle                      | Neil Cotton           | Szatmári Attila |
| 2003 | Rockfenegyerekek          | Prey for Rock & Roll                      | Animal                |                 |
| 2003 | Flört a fellegekben       | View from the Top                         | Tommy Boulay          | Schmied Zoltán  |
| 2003 |                           | One Flight Stand (rövidfilm)              | Ben                   |                 |
| 2004 | Alamo – A 13 napos ostrom | The Alamo                                 | James Bonham          |                 |
| 2004 | Fejjel a bajnak           | First Daughter                            | James Lamson          | Schmied Zoltán  |
| 2006 |                           | Thr3e                                     | Kevin Parson          |                 |
| 2007 | Kusza kapcsolatok         | After Sex                                 | Christopher           | Bozsó Péter     |
| 2007 | A gyilkos emelet          | The Killing Floor                         | David Lamont          | Nagy Ervin      |
| 2007 | A Jane Austen könyvklub   | The Jane Austen Book Club                 | Dean Drummond         | Tokaji Csaba    |
| 2008 | Az üresfejű               | Meet Dave                                 | Mark Rhodes           | Szatmári Attila |
| 2008 |                           | Animals                                   | Jarrett               |                 |
| 2009 | Az utolsó felvonás        | Deadline                                  | David                 | Dolmány Attila  |
| 2009 | Az utolsó felvonás        | Deadline                                  | David                 | Viczián Ottó    |
| 2009 | Újra a gimiben            | Stay Cool                                 | Brad Nelson           |                 |
| 2009 |                           | Stuntmen                                  | Eligh Supreme         |                 |
| 2009 | Anyák és lányok           | Mother and Child                          | Steven                |                 |
| 2010 | Kéjjel-nappal             | Knight and Day                            | Rodney                | Kálid Artúr     |
| 2011 | Veszett világ             | Red State                                 | ATF mesterlövész      | Megyeri János   |
| 2012 | Játékidő                  | Touchback                                 | Hall                  | Tokaji Csaba    |
| 2015 | A (sz)ex az oka mindennek | Sleeping with Other People                | Chris                 | Tokaji Csaba    |
| 2016 |                           | The Red Maple Leaf                        | Derek Sampson         |                 |
| 2017 | Büntető ököl              | Brawl in Cell Block 99                    | Gil                   | Papp Dániel     |
| 2018 | Ne nézz a tükörbe!        | Looking Glass                             | Howard                | Szatmári Attila |
| 2020 |                           | Unearth                                   | George Lomack         |                 |
| 2022 |                           | Hunting Ava Bravo                         | Buddy King            |                 |

### Televízió
| Év        | Magyar cím                     | Eredeti cím                     | Szerep              | Megjegyzések           |
| --------- | ------------------------------ | ------------------------------- | ------------------- | ---------------------- |
| 1995      | Gyulladasveszély               | Inflammable                     | Evans               | tévéfilm               |
| 1998      |                                | Arliss                          | McNamara            | 1 epizód               |
| 1999      | A ’60-as évek                  | The ’60s                        | Buddy Wells         | tévéfilm               |
| 1999      | Spinédzserek                   | Clueless                        | Doug Sampson        | 1 epizód               |
| 1999      | Alul semmi                     | Undressed                       | Bill                | 1 epizód               |
| 1999–2002 | Buffy, a vámpírok réme         | Buffy the Vampire Slayer        | Riley Finn          | főszereplő (31 epizód) |
| 2007      |                                | Judy's Got a Gun                | Richard Palm        | próbaepizód            |
| 2007      | Doktor House                   | House                           | John Kelley         | 1 epizód               |
| 2008      | Az utolsó órában               | Eleventh Hour                   | McNeil nyomozó      | 1 epizód               |
| 2009      | Hazudj, ha tudsz!              | Lie to Me                       | Jack Rader          | 1 epizód               |
| 2009      | Castle                         | Castle                          | Jeremy Preswick     | 1 epizód               |
| 2010      |                                | True Blue                       | JD Conlin           | próbaepizód            |
| 2010      | Esküdt ellenségek: Los Angeles | Law & Order: LA                 | Chip Jarrow         | 1 epizód               |
| 2011      | A hidegsebész                  | Body of Proof                   | Dr. Mark Chandler   | 1 epizód               |
| 2011–2013 | Doktor D                       | Necessary Roughness             | Matthew Donnally    | főszereplő (29 epizód) |
| 2013      | Zsaruvér                       | Blue Bloods                     | Russell Burke       | 1 epizód               |
| 2014      |                                | Killer Women                    | Dan Winston         | 8 epizód               |
| 2014      |                                | Stalker                         | Mark Richards       | 1 epizód               |
| 2014      | CSI: A helyszínelők            | CSI: Crime Scene Investigation  | Adam King           | 1 epizód               |
| 2015      | Csúcshatás                     | Limitless                       | Nick Tanner         | 1 epizód               |
| 2016      |                                | Notorious                       | Eric Jessup         | 2 epizód               |
| 2016      |                                | Operation Christmas             | Scott McGuigan      | tévéfilm               |
| 2016      | Csodák az áfonyafarmon         | The Irresistible Blueberry Farm | Roy Cumberfield     | tévéfilm               |
| 2016–2017 |                                | Underground                     | John epizód         | 9 epizód               |
| 2017      |                                | Miss Christmas                  | Sam McNary          | tévéfilm               |
| 2018      |                                | Dietland                        | Bobby               | 2 epizód               |
| 2018      | Románc kifőzve                 | Season for Love                 | Corey Turner        | tévéfilm               |
| 2019      | Az igazság játszmája           | The Fix                         | River 'Riv' Allgood | 10 epizód              |
| 2019      |                                | Holiday For Heroes              | Matt Evans          | tévéfilm               |
| 2020      | Narcos: Mexikó                 | Narcos: Mexico                  | Rick Sacks          | 1 epizód               |
| 2020      |                                | Good Morning Christmas!         | Brian               | tévéfilm               |
| 2021      |                                | Swagger                         | Bobby edző          | 6 epizód               |
| 2022      |                                | A Christmas... Present          | Eric Lansing        | tévéfilm               |
| 2023      | Én és a Walter fiúk            | My Life with the Walter Boys    | George Walter       | főszereplő (10 epizód) |

## Fordítás
- Ez a szócikk részben vagy egészben  a   Marc Blucas című angol Wikipédia-szócikk ezen változatának fordításán alapul.  Az eredeti cikk szerkesztőit annak laptörténete sorolja fel. Ez a jelzés csupán a megfogalmazás eredetét és a szerzői jogokat jelzi, nem szolgál a cikkben szereplő információk forrásmegjelöléseként.